# Fiktioner
Fiktioner (spansk originaltitel: Ficciones) är en novellsamling av den argentinske författaren Jorge Luis Borges, utgiven 1944.

## Bakgrund
Samlingen består av de åtta noveller som publicerats 1941 i novellsamlingen Trädgården med gångar som förgrenar sig (El jardín de senderos que se bifurcan), samt ytterligare nio noveller samlade under titeln Konststycken (Artificios). Berättelserna kännetecknas av Borges litterära uppfinning, den fiktiva essän.
Samlingen utgavs för första gången i sin helhet på svenska 2007, med förord av Gabriella Håkansson. Ett urval av novellerna är tidigare utgivna på svenska i antologin Biblioteket i Babel (1963).

## Innehåll
Trädgården med gångar som förgrenar sig (1941)
- Prolog
- Tlön, Uqbar, Orbis Tertius
- Vägen till Almotásim
- Pierre Menard, författare till Don Quijote
- De runda ruinerna
- Lotteriet i Babylon
- En undersökning av Herbert Quains verk
- Biblioteket i Babel
- Trädgården med gångar som förgrenar sig

Konststycken (1944)
- Prolog
- Funes med det goda minnet
- Svärdets form
- Berättelsen om förrädaren och hjälten
- Döden och kompassen
- Det hemliga miraklet
- Tre versioner av Judas
- Slutet
- Fenixsekten
- Södern